# Dalekové

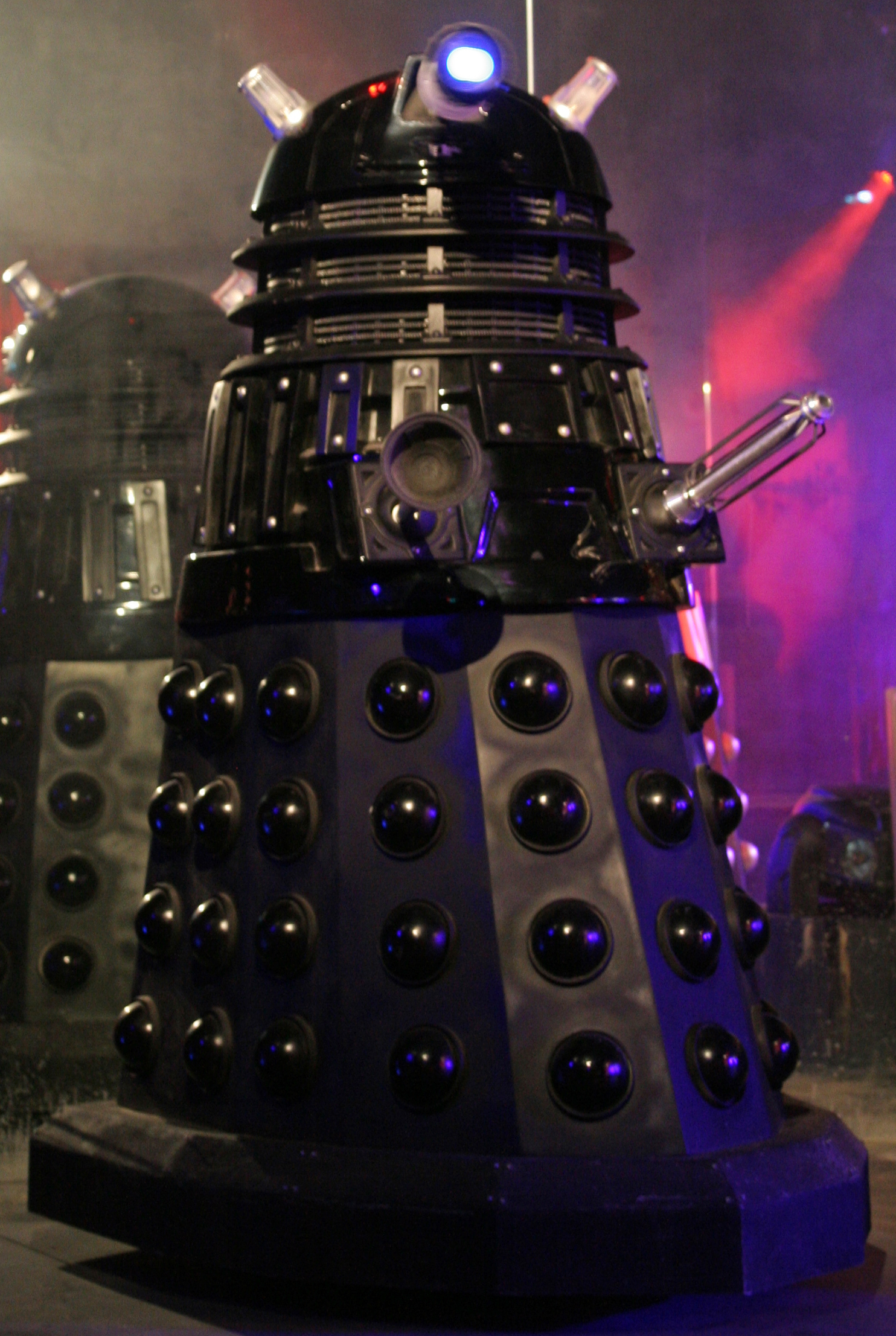
Dalekové

Dalekové či Dálekové jsou geneticky upravená mimozemská rasa v televizním seriálu Doctor Who. Jsou známí jako Doktorovi nejhorší nepřátelé. Byli stvořeni spisovatelem Terry Nationem a designerem BBC Raymondem Cusickem. Na obrazovce se poprvé objevili už v druhém příběhu seriálu na konci roku 1963 a velmi rychle se stali populárními antagonisty. Jejich známá hláška, kterou uslyšíte v každém díle, ve kterém se vyskytnou, vyjadřuje účel, pro který Dálekové vlastně existují: "Exterminate, EXTERMINATE!" (v češtině překládáno jako Vyhladit!). Pocházejí z planety jménem Skaro.

## Pozadí
V tzv. Časové válce mezi sebou bojovali Dálekové a Páni času. Nakonec se (skoro) vyhubili navzájem. Z Pánů Času přežil jen Doktor (s TARDIS), který se domníval, že Dálekové byli ve válce zničeni. Avšak Dálekové přežili a neustále představují nebezpečí pro celý vesmír především proto, že stejně jako Doktor jsou i Dálekové schopni cestovat časem. 
Kdysi dávno vypadala tato stvoření jako lidé (tehdy se jim říkalo Kaledové), ale na své domovské planetě po mnoho let válčili s nepřátelskou rasou Thalů. Během této války byli Kaledové postupně zmutováni jejich nejpřednějším vědcem jménem Davros, a jejich vzhled se radikálně změnil. Dálekové, jak Davros tuto rasu pojmenoval. Svým vzhledem v podstatě připomíná menší chobotnici s viditelným okem a velkým mozkem. Tento tvor je následně skryt a chráněn důmyslným strojem. Každý Dalek má na vrcholu hlavy stopkovité oko a pár světel, které označují, pokud mluví. Ve střední části těla se nacházejí dvě “končetiny”. Jedna z nich je obvykle laserová zbraň, druhá část obvykle závisí na funkci. Mohou to být kleště či věc ve tvaru zvonu. Dalekové byli dlouhou dobu omezováni schodišti, dokud nepřišli na způsob jak se začít vznášet.
Avšak jejich mutace nebyla pouze fyzická. Ve své touze získat perfektní rasu změnil Davros genetický kod Dáleků tak, aby nebyli schopni cítit jiné emoce kromě zloby a nenávisti. Dálekové neznají slitování, a kromě Doktora, kterého považují za svého úhlavního nepřítele neexistuje nic, z čeho by měli strach. Považují se za nadřazenou rasu a jejich hlavním cílem je ovládnout vesmír a vyhladit všechno živé, co není Dalekem.

## Zbroj
Genetická mutace Daleků došla tak daleko, že tato rasa není schopná přežít bez své charakteristické zbroje, která je to jediné, co z nich za normálních okolností uvidíte. Dalecká zbroj je v podstatě miniaturní tank, a kromě toho, že obsahuje systém podpory života má jejich kovová schránka mnoho dalších funkcí, určených především k účinné likvidaci všeho, na co Dalek narazí. 
Hlavní zbraní Dáleků je jejich částicová pistole, schopná střílet velmi silné paprsky elektricky nabitých částic. Dálekové ji používají hlavně k zabíjení, ale jsou schopni upravit sílu paprsku podle potřeby, např. k paralyzování zajatců apod. Dalším důležitým vybavením je tzv. manipulační paže, což je specializovaný nástroj schopný rychlé analýzy dat, a ovládání elektronických přístrojů. V horní části se nachází kovové oko Daleka, které je zároveň i jeho nejslabším místem, protože v případě jeho rozbití ztrácí Dalek schopnost vidět, což ovšem neznamená, že přestane být nebezpečný. Schránku může Dalek zevnitř otevřít, v případě, že by se do ní někdo pokoušel dostat násilím, obsahuje brnění množství bezpečnostních opatření. 
Přestože tyto schránky nejsou schopné příliš rychlého pohybu, jsou obklopeny silovým polem, takže zneškodnění Daleka není jednoduché a navíc jsou vybaveny antigravitační funkcí, takže v případě potřeby dokáží Dálekové i létat, přičemž podpůrný systém života v jejich brnění jim umožňuje se bez nebezpečí pohybovat i v otevřeném vesmíru mimo atmosféru. 

## Vylepšené myšlení
Dálekové mimo svých zbraní mají i vylepšené myšlení, když se potřebují rychle rozhodnout, tak jim stroje zabudované v jejich těle pomáhají se rychleji rozhodnout (do těla jim dodají více adrenalinu). Dálekové mají také v těle systém, který jim zabraňují myslet na vzpouru.

## Dalekové v kultuře
- o Dalecích je skladba Exterminate Annihilate Destroy německé EBM kapely Rotersand